# Nguyễn Hồng Thanh
Nguyễn Hồng Thanh (sinh năm 1945 tại Hà Nam) là sĩ quan cao cấp của Quân đội nhân dân Việt Nam, hàm Thiếu tướng, nguyên Phó Tổng cục trưởng Tổng cục 2. Tháng 5 năm 1963, ông chính thức nhập ngũ và được kết nạp vào Đảng Cộng sản Việt Nam. Tháng 11 năm 2002, ông được bổ nhiệm làm Phó Tổng cục trưởng Tổng cục 2, không lâu sau thì được phong hàm Thiếu tướng. Năm 2008, ông được nhà nước Việt Nam trao tặng Huân chương Độc lập hạng Ba.